# Luisia curtisii
Luisia curtisii är en orkidéart som beskrevs av Gunnar Seidenfaden. Luisia curtisii ingår i släktet Luisia och familjen orkidéer. Inga underarter finns listade i Catalogue of Life.